# Дібрівка (Джанкойський район)
Дібрі́вка (крим. Dibrivka) — селище в Україні, Джанкойського району Автономної Республіки Крим. Населення становить 41 особа. Орган місцевого самоврядування — Яркополенська сільська рада.

## Географія
Дібрівка — маленьке селище на півдні району, біля кордону з Красногвардійським, між залізничною лінією Солоне Озеро — Севастополь і автотрасою М18 Москва — Сімферополь, висота над рівнем моря — 31 м. Найближчі села: смт Вільне за 0,7 км на захід, Веселе — за 2 кілометри на північ, Краснодольне за 2,3 км на схід, Знам'янка в 2,8 км на південний схід і Пушкіно за 3,5 км на південь — обидва Красногвардійського району. Відстань до райцентру — близько 14 кілометрів, найближча залізнична станція — Відрадна — близько 5 км.